# Mirage Resorts
Mirage Resorts, Inc., tidigare Golden Nugget Companies, var ett amerikanskt företag inom gästgiveri och hasardspel. De hade verksamheter i USA, främst i delstaten Nevada.
Företaget hade sitt huvudkontor i kasinot The Mirage i Paradise i Nevada.

## Historik
Företaget grundades 1973 som Golden Nugget Companies av den framtida kasinomagnaten Steve Wynn när han köpte en kontrollerande aktiepost i kasinot Golden Nugget Las Vegas. 1989 stod kasinot The Mirage klar och man passade samtidigt på att byta namn på företaget till Mirage Resorts. 2000 såldes företaget till konkurrenten MGM Grand Inc. för 4,4 miljarder amerikanska dollar. I uppgörelsen ingick det även att ytterligare två miljarder dollar skulle betalas av MGM till Mirage Resorts fordringsägare, för att få ner företagets totala skuldbörda.

### Le Jardin
1996 hade Mirage Resorts och dess VD Steve Wynn planer på att uppföra ett stort kasinokomplex i Atlantic Citys småbåtshamnsdistrikt, största nöjessatsningen i stadens historia. Komplexet skulle bestå av fyra kasinon, 7 000 hotellrum och skapa uppemot 20 000 nya jobb till staden. Man ställde dock krav på delstaten New Jersey att anlägga en väg, en knutpunkt och en tunnel som skulle förbinda området med motorvägen Atlantic City Expressway. Delstaten hade sedan 1960-talet haft planer på att förbättra trafiken i Atlantic City och genomföra något liknande som Mirage och Wynn föreslog. För att snabba upp beslutsprocessen för New Jersey så gick Mirage med på att skjuta till 110 miljoner dollar av de 330 miljoner dollar som det skulle kosta. Mirage hade planerat att uppföra kasinot Le Jardin, de hade även gett klartecken till konkurrenterna Boyd Gaming och Circus Circus Enterprises att uppföra egna kasinon där. I januari 1998 meddelade dock Mirage att man skulle avbryta samarbetet med Boyd och Circus Circus eftersom det egna kasinoprojektet svällt till det dubbla och behövde dubbelt så mycket mark än vad som var planerat initialt. Både Boyd och Circus Circus svarade med att stämma Mirage för kontraktsbrott. Det slutade med förlikningar där Boyd fick fortsätta med sitt kasinoprojekt med arbetsnamn Borgata medan Circus Circus lämnade helt. Tunnelprojektet drogs ut på tiden efter klagomål från allmänheten och att bland annat Donald Trump (Trump Marina) och Hilton Hotels (bland annat Atlantic City Hilton) stämde Mirage, staden Atlantic City och delstaten New Jersey för bland annat att staden och delstaten gav Mirage en orättvis fördel mot sina konkurrenter vid användning av skattemedel. Mirage svarade med att motstämma de två på 150 miljoner dollar för på ett oseriöst vis försöka kväva konkurrens i området. Efter flera kontroverser fram och tillbaka mellan parterna och förhandlingar med Trump, resulterade i att hans kasino erbjöds en avfart byggd i anslutning till tunnelprojektet, som skulle underlätta för besökare att ta sig till kasinot i utbyte mot att han drog tillbaka stämningen, vilket han till slut accepterade.
2000 blev Mirage uppköpta av MGM. Stora delar av originalplanerna skrotades men bygget av tunnelprojektet blev dock färdigställt och invigt i juli 2001. MGM ansåg dock att Boyds planerade kasino och hotell var intressant, man föreslog för dem att de skulle starta ett samriskföretag tillsammans och dela på kostnaderna. Boyd accepterade detta och Borgata uppfördes 2003 till en totalkostnad på 1,1 miljarder dollar, dock blev kasinot både större och dyrare än vad Boyd hade tänkt sig från början.

## Tillgångar
Källa: 

### Ägda
De tillgångar som Mirage hade under ägo när MGM köpte företaget år 2000.
|  | Namn                                | Ort                 | Invigd | Antal hotellrum | Spelyta (m2) |
|  | ----------------------------------- | ------------------- | ------ | --------------- | ------------ |
|  | Bellagio                            | Paradise, Nevada    | 1998   | 3 005           | 14 028       |
|  | Beau Rivage                         | Biloxi, Mississippi | 1999   | 1 780           | 7 432        |
|  | Boardwalk Hotel and Casino          | Paradise, Nevada    | 1966   | 653             | 3 066<       |
|  | Golden Nugget Las Vegas             | Las Vegas, Nevada   | 1946<  | 1 907           | 3 530        |
|  | Golden Nugget Laughlin              | Laughlin, Nevada    | 1967   | 300             | 2 973        |
|  | The Mirage                          | Paradise, Nevada    | 1989   | 3 044           | 9 959        |
|  | Monte Carlo Resort and Casino (50%) | Paradise, Nevada    | 1996   | 3 002           | 8 361        |
|  | Treasure Island Hotel and Casino    | Paradise, Nevada    | 1993   | 2 891           | 7 785        |
|  |                                     |                     |        | 16 582          | 57 134       |

### Tidigare
De tillgångar som Mirage har ägt innan MGM köpte företaget år 2000.
|  | Namn                        | Ort                       | Ägdes     | Antal hotellrum | Spelyta (m2) |
|  | --------------------------- | ------------------------- | --------- | --------------- | ------------ |
|  | Dunes Hotel and Casino      | Paradise, Nevada          | 1992–1993 | 1 300           | ?            |
|  | Golden Nugget Atlantic City | Atlantic City, New Jersey | 1980–1987 | 506             | ?            |